# Robyn Young
Pour les articles homonymes, voir Young.
Œuvres principales
- L'Âme du temple, Le livre du cercle
- L'Âme du temple, La pierre noire
- L'Âme du temple, Requiem
- Les Maîtres d'Ecosse, Insurrection
- Les Maîtres d'Ecosse, Renégat
- Les Maîtres d'Ecosse, Avènement
- Les Serpents et la Dague
- La Cour des Loups

Robyn Young née à Oxford en Angleterre en septembre 1975 est une romancière britannique. 

## Biographie
D'origine irlandaise et galloise du côté de sa mère, anglaise et écossaise du côté de son père, elle a toujours été fascinée par l'héritage celtique dont elle se sent si proche. Elle a grandi dans les Midlands et le Devon et a travaillé en tant qu'organisatrice de festival, conseillère en investissement et professeur d'écriture. Elle a fréquenté l'Université du Sussex en Brighton, en Angleterre où elle a complété sa maîtrise en création littéraire, arts et éducation. 
Elle vit et écrit à Brighton à temps plein.  Elle est également l’auteur des trilogies de « L’Âme du Temple » (2008 – 2009) et « Les Maîtres d’Ecosse » (2011-2015), et revient en 2017 avec une nouvelle série autour de la Renaissance anglaise.
Tous ses ouvrages ont paru chez Fleuve Éditions.

## L'Âme du Temple

### Le Livre du Cercle - T1

#### Préface
Paris, 1260. Un jeune clerc fuit dans la nuit. Il vient de se débarrasser d'un étrange grimoire quand un homme à la peau sombre se met en travers de sa route. Au moment où le fugitif s'apprête à révéler son secret, une flèche vient se planter dans sa gorge.
Ainsi disparaît Le Livre du Graal, un ouvrage hérétique renfermant les arcanes d'une société dont personne ne connaît l'existence – pas même les puissants Templiers qui abritent à leur insu ce cercle baptisé L'Âme du Temple...
La quête sera sans merci. Car le premier à récupérer le livre aura le sort du Temple entre les mains et, des frères Hospitaliers à la couronne d'Angleterre, nombreux sont ceux qui gagneraient à sa chute.

Londres, 1260. Il est un garçon qui n'aspire qu'à devenir chevalier. Son nom est Will Campbell. Au service d'un moine érudit, il ignore encore les aventures qui l'attendent. Jeté au cœur d'un incroyable complot impliquant les trois religions du Livre, Will aura d'abord à combattre ses propres démons parmi lesquels l'estime perdue de son père Templier en Terre sainte et son amour interdit pour la douce Elwen...

#### Personnages
- Will Campbell
- Elwen
- Simon Tanner
- Robert de Paris
- Everard de Troyes
- Garin de Lyons
- Jacques de Lyons
- Owein ap Gwyn
- James Campbell
- Le Prince Édouard
- Nicolas de Navarre

#### Personnages historiques
- Baybars: Commandant mamelouk bahrite, sultan d'Égypte et de Syrie de 1260 à 1277.
- Hasan
- Kalawun:  Emir mamelouk, haut conseiller de Baybars. Dans le livre, il est secrètement en contact avec l'Anima Templi et œuvre pour la paix à l'insu de Baybars.
- Baraka Khan: Fils de Baybars.

### La Pierre noire - T2

#### Préface
Après des années de guerre, la Terre sainte connaît enfin le calme. Baybars se retire au Caire et le prince Édouard rentre en Angleterre ourdir ses plans. Mais, dans les deux camps, des hommes de l'ombre intriguent et complotent. Saint-Jean-d'Acre, 1274 : Will Campbell est un Templier, un soldat entraîné au combat. Mais parce qu'il est membre d'une mystérieuse société secrète baptisée L’Âme du Temple, il est aussi un homme de paix qui a œuvré à la trêve désormais installée entre chrétiens et musulmans de Terre sainte. Pourtant, les vieilles querelles ne demandent qu'à être rallumées. Édouard a promis au pape une nouvelle croisade et, en Orient, certains marchands commencent à trouver que la paix ne remplit pas assez leurs coffres. Quant au fils aîné de Baybars, il a décidé d'en découdre avec les chrétiens. Définitivement. Alors que le pire se prépare, Will est tiraillé entre ses devoirs de Templier, son rôle au sein de l'âme du Temple et l'amour impossible qui le lie à Elwen. Lorsque son ami de jadis et faux frère d'aujourd'hui, Garin de Lyons, est envoyé par Édouard en Terre sainte, la vie de Will sombre définitivement dans le chaos et la destruction...

#### Personnages
- Will Campbell
- Elwen
- Simon Tanner
- Robert de Paris
- Everard de Troyes
- Garin de Lyons
- Guillaume de Beaujeu
- Rabin Elias
- Nasir
- Rose
- Khadir
- Angelo Vitturi
- Guido Soranzo.
- Vénério Vitturi.

#### Personnages historiques
- Baybars: Commandant mamelouk bahrite, sultan d'Égypte et de Syrie de 1260 à 1277.
- Baraka Khan: Fils de Baybars.
- Édouard Ier d'Angleterre
- Kalawun.

### Requiem - T3

#### Préface
1295. En Terre sainte l'empire chrétien n'est plus qu'un vaste champ de ruines. 
De retour à Paris avec les autres rescapés des Croisades, Will Campbell, Chevalier du Temple, est à la croisée des chemins. Il a juré de défendre les principes de L'Âme du Temple, mystérieuse société secrète agissant au cœur même de l'Ordre du Temple et qui œuvre pour la paix. Mais la paix semble s'éloigner de jour en jour... 
Car le Temple a forgé une alliance avec le pire ennemi de Will, Edouard 1er, qui, depuis des années, attend son heure pour envahir l'Écosse. Un pacte contre sa terre natale atteignant Will au plus profond de son âme, de sa foi et de son allégeance. 
Doit-il rester fidèle à ses frères Templiers et entamer une nouvelle guerre dans laquelle il ne croit pas et par laquelle il trahira les siens ou doit-il trouver le courage de rompre ses vœux et trouver son propre chemin vers la paix, quitte à se battre aussi –
mais pour l'Écosse ? 
Alors que toutes ses pensées sont tournées vers son ennemi, Will ne s'aperçoit pas qu'une menace plus terrible encore pèse sur lui. Un roi belliqueux occupe le trône de France. Son désir de suprématie ne connaît aucune limite et il est prêt à tout pour assouvir son ambition.
La bataille pour la Terre sainte est finie. La dernière bataille du Temple vient juste de commencer.

#### Personnages historiques
- Philippe IV de France dit Philippe le Bel
- Édouard Ier d'Angleterre
- William Wallace
- Guillaume de Nogaret (chancelier de Philippe IV Le Bel).
- Clément V  (Bertrand de Got)
- Hugues de Payrault (Visiteur de l'Ordre).
- Gray (général des armées rebelles de William Wallace).
- Jacques De Molay, dernier Grand Maître de l'Ordre du Temple.

#### Personnages
- Will Campbell
- Rose (fille de Will).
- Robert De Paris.
- Simon Tanner.
- David (neveu de Will).
- Ysenda (sœur de Will).
- Margareth et Alice (filles d'Ysenda et nièces de Will).
- Aïsha: fille de Kalawun.

## Les Maîtres d'Écosse

### Insurrection    - T1
Préface
Le roi Alexandre III est assassiné et laisse le trône d'Ecosse sans héritier.
Aussitôt, deux familles de la noblesse écossaise rivalisent pour sa succession, et mènent le pays au bord de la guerre fratricide. Ce que ces prétendants au trône ignorent, c'est qu'un troisième homme se prépare dans l'ombre. Un adversaire de taille, le roi d'Angleterre Edouard Ier en personne, appelé en médiateur. Lui qui a en partie soumis l'Irlande et le Pays de Galles rêve d'assujettir l'Ecosse. Depuis près de deux décennies, il ourdit un plan de conquête inspiré par une très ancienne prophétie censée transfigurer à jamais le visage de l'Angleterre : la prophétie de Merlin...
Mais le destin semble en avoir décidé autrement. Au cœur de ces guerres intestines, un jeune noble va s'élever pour défier le plus grand roi d'Angleterre. Son nom est Robert Bruce. Et son histoire commence dans Insurrection. 

### Renégat   - T2
Préface
Édouard Ier, roi d’Angleterre, est prêt à tout pour conquérir l’Écosse. 
Sa campagne pour unir les îles britanniques sous une seule et même couronne, largement inspirée par une prophétie arthurienne, est d’ores et déjà engagée avec la soumission du Pays de Galles. Désormais, il doit mettre la main sur le groupe religieux de Saint Malachie, symbole de la nation irlandaise, afin de parachever son dessein implacable. Un seul homme peut contrarier ses plans : Robert Bruce. Il a quitté son village terrassé par la guerre pour regagner l’Irlande et souhaite lui aussi trouver les hommes de Saint Malachie pour les éloigner d’Édouard Ier. Du sang royal coule dans ses veines et il entend bien accomplir sa destinée et accéder ainsi au trône d’Écosse. 
Pour cela, Robert Bruce va devoir faire face à un jeu de conquête, de pouvoir et de trahison qui l’obligera à abandonner ce qu’il a de plus cher. Il s’est toujours préparé à mourir sur un champ de bataille, mais il se demande à présent ce qu’il va encore devoir sacrifier pour garder espoir…Robyn Young est née en 1975 à Oxford. Irlandaise et galloise du côté de sa mère, anglaise et écossaise du côté de son père, elle a toujours été fascinée par l’héritage celtique dont elle se sent si proche. Elle a grandi dans les Midlands et le Devon et a travaillé en tant qu’organisatrice de festivals, conseillère en investissement et professeur d’écriture. Elle est également l’auteur de la trilogie de L’Âme du Temple, parue au Fleuve Noir, puis chez Pocket. Elle vit aujourd’hui à Brighton.

### Avènement   - T3
Préface
Alors que son destin semblait scellé, un ultime affront pourrait faire disparaître Robert Bruce pour toujours... 
Lord d'Annandale comme son fils ont échoué à s'emparer du trône d'Écosse. C'est désormais au jeune Robert Bruce de porter les aspirations de sa lignée. À la Saint-André, Jean de Balliol s'assiéra sur la Pierre du Destin et sera sacré roi. En jurant allégeance à Édouard d'Angleterre, il a gagné la couronne, mais précipité le destin de son royaume. De longues années de guerre attendent les Écossais. En 1304, Édouard II règne désormais sur l'Angleterre et l'Écosse. 
Mais pour le peuple, l'Anglais reste l'ennemi et la révolte gronde. Un roi rebelle vient d'être couronné : Robert Bruce a repris le flambeau de la contestation brandi par William Wallace. Il est le Gardien du Royaume d'Écosse et va se battre pour l'indépendance et la liberté...